# You Can't Do That on Stage Anymore, Vol. 3
You Can't Do That on Stage Anymore, Vol. 3 е двоен компакт диск, съдържащ изпълнения на живо на Франк Запа от периода 10 декември 1971 – 23 декември 1984 г.

## Съдъражние
Всички песни са написани от Франк Запа, совен посочените.

### Диск едно
1. Sharleena – 8:54
2. "Bamboozled by Love/Owner of a Lonely Heart" – 6:06
3. Lucille Has Messed My Mind Up – 2:52
4. Advance Romance – 6:58
5. Bobby Brown Goes Down – 2:44
6. Keep It Greasey – 3:30
7. Honey, Don't You Want a Man Like Me? – 4:16
8. In France – 3:01
9. Drowning Witch – 9:22
10. Ride My Face to Chicago – 4:22
11. Carol, You Fool – 4:06
12. Chana in de Bushwop – 4:52
13. Joe's Garage – 2:20
14. Why Does It Hurt When I Pee? – 3:07

### Диск две
1. Dickie's Such an Asshole – 10:08
2. Hands With a Hammer (Бозио) – 3:18
3. Zoot Allures – 6:09
4. Society Pages – 2:32
5. I'm a Beautiful Guy – 1:54
6. Beauty Knows No Pain – 2:55
7. Charlie's Enormous Mouth – 3:39
8. Cocaine Decisions – 3:14
9. Nig Biz – 4:58
10. King Kong – 24:32
11. Cosmik Debris – 5:14

## Състав
- Франк Запа – продуцент, организатор, текстове, клавишни, вокали, китара
- Стив Вай – китара
- Марк Волман – воакли
- Хауърд Кейлан – вокали
- Уоуел Джордж – китара
- Дени Уели – китара
- Дуйзъл Запа – китара
- Джим Шерууд – китара, вокали, вятър
- Рей Колинс – китара, вокали
- Айк Уилис – ритъм китара, вокали
- Рей Уайт – ритъм китара, вокали
- Иън Ъндеруд – китара, вятър, алт саксофон, клавишни
- Патрик О'хърн – бас, вятър
- Рой Естрада – бас, вокали
- Джим Понс – бас, вокали
- Скот Тунс – бас, вокали, синтезатор
- Том Фоулър – бас, тромбон
- Питър Улф – клавишни
- Алан Зейвод – клавишни
- Андрю Люйс – клавишни
- Дон Престън – клавишни
- Джордж Дюк – клавишни, вокали
- Томи Марс – клавишни, вокали
- Боби Мартин – клавишни, вокали, саксофон
- Наполеон Мърфи Брок – саксофон, вокали
- Брус Фоулър – тромбон
- Ралф Хъмфри – барабани
- Арт Трип – барабани
- Честър Томпън – барабани
- Чад Уейкърман – барабани, вокали
- Джими Карл Блек – барабани, перкусия
- Ансли Дънбар – барабани
- Тери Бозио – барабани, солист, текстове
- Рут Ъндеруд – перкусия, клавишни
- Ед Ман – перкусия
- Дива Запа – текстове